# توم يوحنا
توم يوحنا (بالإنجليزية: Tom John)‏ (5 يناير 1995 المملكة المتحدة - ) هو لاعب كرة قدم بريطاني يلعب كلاعب وسط.

## روابط خارجية
- توم يوحنا على موقع قاعدة بيانات كرة القدم.إي يو (الإنجليزية)
- توم يوحنا على موقع Soccerbase.com (لاعب) (الإنجليزية)